# Lindemannstraße 4 und 6

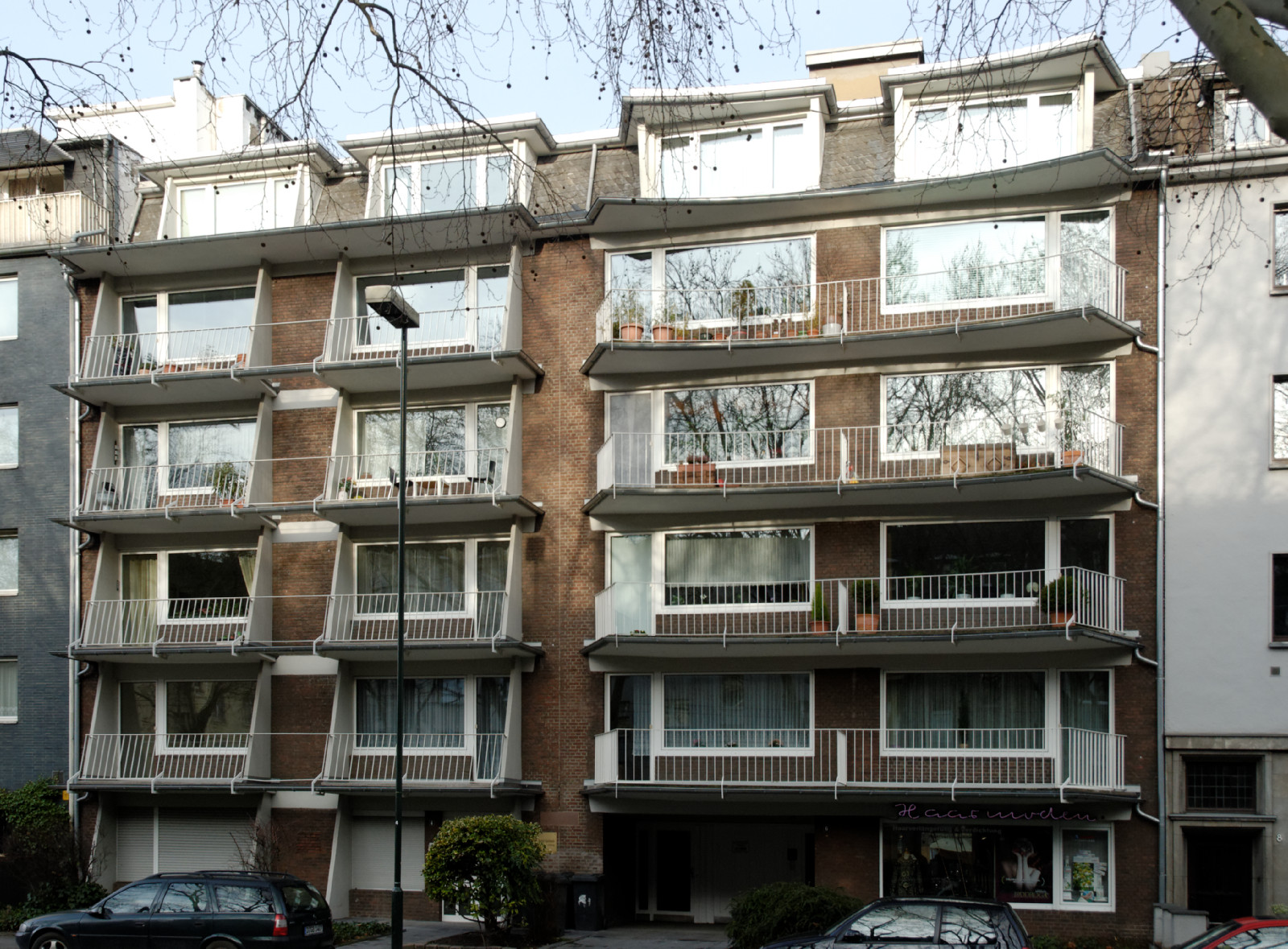
Lindemannstraße 4 und 6

Das Doppelhaus Lindemannstraße 4 und 6 in Düsseldorf wurde im Jahre 1955 nach Entwürfen von Rainer Maria Schlitter erbaut.
Beide Häuser sind ähnlich aber nicht identisch. Gemeinsam ist ihnen die gleiche Gebäude- und Geschosshöhe. Beide haben fünf Geschosse und ein Dachgeschoss. Sie unterscheiden sich jedoch in der Ausgestaltung der Balkonformen und des auskragenden Traufgesimses. Während im Haus Nr. 4 die Balkone als langes, horizontales Band gezogen sind, schwingen die Balkone beim Haus Nr. 6 konkav nach innen. Gleiches gilt für das weit auskragende Traufgesims und die Form der Dachgauben. Während beim Haus Nr. 6 diese gerade sind, sind sie beim Haus Nr. 4 konkav gekrümmt.